# 리혁철
리혁철(1985년 10월 14일~)은 조선민주주의인민공화국의 전직 축구 선수로 2014년 아시안 게임 은메달리스트이다.

## 구단 경력
리명수체육단 소속으로 2014년 AFC 프레지던트컵 준우승의 주역으로 활약한 리혁철은 2016년 캄보디아 C리그 소속팀인 RCAF FA로 이적하여 31경기 12골을 터뜨리며 2016년 훈센컵 우승, C리그 2회 연속 준우승, 2017년 CNCC 차리티컵 준우승, 2017년 아시아 클럽 프리 시즌 챔피언십 우승 등의 성과를 거둔 뒤 2018년 비샤카 FC로 이적하여 현재 리그 12경기 출전을 기록하고 있다.

## 국가대표팀 경력
2004년 조선민주주의인민공화국 A대표팀 첫 발탁 후 홈에서 열린 태국과의 2006년 FIFA 월드컵 아시아 지역 2차 예선 E조 4차전에서 국제 A매치 데뷔골을 신고했으며 2005년 동아시아 축구 선수권 대회 예선라운드에서도 2골을 터뜨려 팀의 결승 리그 진출을 이끌었다.
그리고 2014년 아시안 게임에 와일드카드로 참가하여 7경기 1골을 기록하며 1990년 이후 24년만에 북한의 아시안 게임 은메달 획득에 일조했고 이듬해에 열린 일본과의 2015년 EAFF 동아시안컵 결승 리그 1차전에서 선제골을 터뜨리며 팀의 2-1 승리에 공헌했으며 2018년 FIFA 월드컵 아시아 지역 2차 예선에서도 2골을 뽑아내며 2019년 AFC 아시안컵 3차 예선 진출에도 일조했다.

## 수상

### 구단
리명수체육단
- AFC 프레지던트컵 : 준우승 (2014)

 RCAF FA
- 훈센컵 : 우승 (2016)
- C리그 : 준우승 (2016, 2017)
- CNCC 채리티컵 : 준우승 (2017)

### 국가대표팀
조선민주주의인민공화국 U-23 (와일드카드)
- 아시안 게임 : 은메달 (2014)